# Bernardo Kucinski
Bernardo Kucinski (São Paulo, 1937) es un periodista y politólogo brasileño, colaborador el Partido de los Trabajadores y profesor de la Universidad de São Paulo.
Trabajó como asesor del Presidente de la República durante el primer mandato del Luiz Inácio Lula da Silva.
Se graduó Física en la Universidad de São Paulo entre 1967 y 1968. Regresó en 1986 y se unió al personal de la Escuela USP de Comunicaciones y Artes. En 1991, obtuvo un doctorado en Ciencias de la Comunicación de la Universidad de São Paulo, con una tesis sobre Medios de comunicación alternativos en Brasil entre 1964 y 1980. Ganó el Premio Jabuti de Literatura en 1997 en Economía, Administración, Negocios y Derecho.

## Biografía
Bernardo Kucinski es uno de los periodistas más experimentados y respetados de la escena brasileña actual. Graduado en Física en la Universidad de São Paulo (1968), entró en el periodismo de la mano de su amigo y gurú Raimundo Pereira. Por la fuerza de las circunstancias (en este caso, el régimen militar que gobernó el país), estuvo viviendo en Inglaterra. En Londres, entre 1971 y 1974 fue productor y locutor de la BBC, corresponsal de Opinião y después de Gazeta Mercantil, dedicado a profundizar en su formación en economía. De regreso a Brasil en 1974, participó en la fundación de periódicos alternativos Movimento y Em Tempo (del que fue el primer editor en 1977). A partir de entonces, trabajó como editor de commodities de Gazeta Mercantil y fue corresponsal para el periódico The Guardian, la revista Euromoney y el boletín Latin America Political Report, todos los periódicos londinenses, y de Lagniappe Letter, newsletter novayorquina. También participó en la revista Ciência Hoje, del SBPC (Sociedad Brasileña para el Progreso de la Ciencia). En 1986 se unió al equipo de la Universidad de São Paulo como profesor en la Escuela de Comunicaciones y Artes. En 1991, presentó su tesis doctoral, Periodistas Revolucionarios. En 1997 ganó el Premio Jabuti de Literatura con el libro Periodismo Económico(1996), resultado de su tesis para la facultad y postdoctoral, celebrada en Londres. Las cartas eran pequeños informes diarios de los ácidos medios de comunicación críticos enviadas al candidato a la presidencia en 1998, Luiz Inácio Lula da Silva. En 2002, con la victoria del candidato del Partido de los Trabajadores, se convierte en asesor especial de la Secretaría de Comunicación Social de la Presidencia, cargo que dejó en 2006.